# Очеретянка (притока Здвижу)
Очеретянка — річка в Україні, у Макарівському та Брусилівському районах Київської та Житомирської областей. Права притока Здвижу (басейн Тетерева).

## Опис
Довжина річки 11 км. Висота витоку річки над рівнем моря — 180 м; висота гирла над рівнем моря — 164 м; падіння річки — 16 м; похил річки — 1,46 м/км. Формується з декількох безіменних струмків та однієї водойми. Площа басейну 46,6 км².

## Розташування
Бере початок на заході від села Весела Слобідка. Тече переважно на північний захід у межах сіл Яструбенька, Яструбна, Старицьке. На південній околиці села Містечко впадає в річку Здвиж, притоку Тетерева.

## Риби Очеретянки
У річці найпоширенішими є такі види риб, як щука звичайна, карась звичайний, окунь, пічкур та плітка звичайна.